# Flughafen Bangkok-Suvarnabhumi

i7
i11
i13
Der Suvarnabhumi International Airport (Thai: ท่าอากาศยานสุวรรณภูมิ, Aussprache: [tʰâː ʔaːkàːtsàjaːn sùwannápʰuːm] – Tha-Akatsayan Suwannaphum; IATA-Code: BKK, ICAO-Code: VTBS) ist ein internationaler Großflughafen bei Bang Phli in der Provinz Samut Prakan in Thailand, etwa 30 Kilometer östlich der Hauptstadt Bangkok. Suvarnabhumi bedeutet das Goldene Land.

## Geschichte

### Planung und Bau
Erste Planungen zum Bau eines neuen Bangkoker Flughafens wurden bereits in den 1960er Jahren erarbeitet. Wirtschaftskrisen, wechselnde Regierungen, ineffiziente Behörden und nicht zuletzt auch die Korruption verzögerten die Umsetzung der Planungen aber für mehr als 30 Jahre. Thailändische Stellen bezeichneten das Projekt auch als das am längsten dauernde Flughafenprojekt der Welt. Das Grundstück im Nong Ngu Hao (zu deutsch Kobrasumpf) wurde bereits 1973 erworben.
Erst als der bisherige Bangkoker Flughafen Don Mueang Anfang der 1990er Jahre zunehmend seine Auslastungsgrenzen wegen fehlender baulicher Erweiterungsmöglichkeiten erreichte, wurde mit dem Bau des neuen Flughafens begonnen. Dieser sollte nicht nur der bedeutendste Flughafen Südostasiens werden, er sollte zugleich modernsten technologischen Ansprüchen genügen und ein Wahrzeichen des wirtschaftlich aufstrebenden Thailands bzw. seiner Hauptstadt darstellen.
Aus einem internationalen Architektenwettbewerb ging das Chicagoer Architekturbüro Murphy/Jahn unter Leitung des deutsch-amerikanischen Architekten Helmut Jahn 1994 als Sieger hervor. Zwei Jahre später wurde mit einigen Schwierigkeiten die New Bangkok International Airport-Gesellschaft gegründet. Es dauerte allerdings aufgrund politischer und wirtschaftlicher Umstände (insbesondere auch der Wirtschaftskrise 1997) weitere sechs Jahre, ehe im Januar 2002 mit den Bauarbeiten begonnen werden konnte.
Während der ersten Betriebsphase, als der Flughafen ab 2005 teilweise bereits eingeschränkt funktionsfähig war, wie auch während der Testphase wurde dem Airport der provisorische IATA-Code NBK zugeteilt. Mit der Inbetriebnahme wurde der IATA-Code BKK vom bisherigen Flughafen Don Mueang International Airport übernommen. Der Name Suvarnabhumi (sprich sù-wan-ná-pʰuːm) wurde von König Bhumibol Adulyadej (Rama IX.) gewählt und bedeutet goldene Halbinsel beziehungsweise goldenes Land.

### Baukosten
Die Baukosten beliefen sich auf 120 Milliarden Baht. Dieser Betrag entspricht etwa 3,81 Milliarden US-Dollar beziehungsweise 3,38 Milliarden Euro (Wechselkurse vom 7. Juni 2020). Bis heute sind Korruptionsvorwürfe bei der Auftragsvergabe einzelner Bauunternehmer nicht ausgeräumt.

### Aufnahme des Flugbetriebs
Der Flughafen hat am 28. September 2006 um 03:00 Uhr den Betrieb aufgenommen. Die ersten Flugzeuge steuerten bereits am Abend des 15. September den neuen Flughafen an (Inlandsflüge). Das erste Flugzeug im internationalen Verkehr war eine Maschine der Lufthansa Cargo aus Mumbai kommend, die um 03:05 Uhr eintraf. Der fast reibungslose Umzug vom alten zum neuen Flughafen war letztlich den Erfahrungen des Münchner Flughafens zu verdanken, wo ebenfalls innerhalb einer Nacht der gesamte Umzug vollzogen wurde.
Der bisherige Bangkoker Flughafen Don Mueang wird als Flughafen für Billigfluggesellschaften, VIP-Flüge und als Ausweichflughafen bei Notfällen genutzt.

### Bauliche Probleme
Neben der Tatsache, dass das Projekt auf einem sehr feuchten, nur ein bis zwei Meter über Seehöhe gelegenen Gelände angesiedelt und durch aufwendige Wasserabführungsbauten vorbereitet werden musste, stellten sich auch dem Bau selbst gewaltige Probleme entgegen.
Insgesamt ereignete sich in den ersten Monaten nach der Eröffnung des Flughafens eine Anzahl von Pannen. Im Januar 2007 wurde bekannt, dass die Beton- und Asphaltbeläge der Pisten und Taxiways auf einer Gesamtfläche von 100.000 m² an 25 Stellen brüchig sind. Die Aufsichtsbehörde Department of Civilian Aviation (DCA) prüfte, ob der Flughafen temporär für Bauarbeiten geschlossen werden musste.

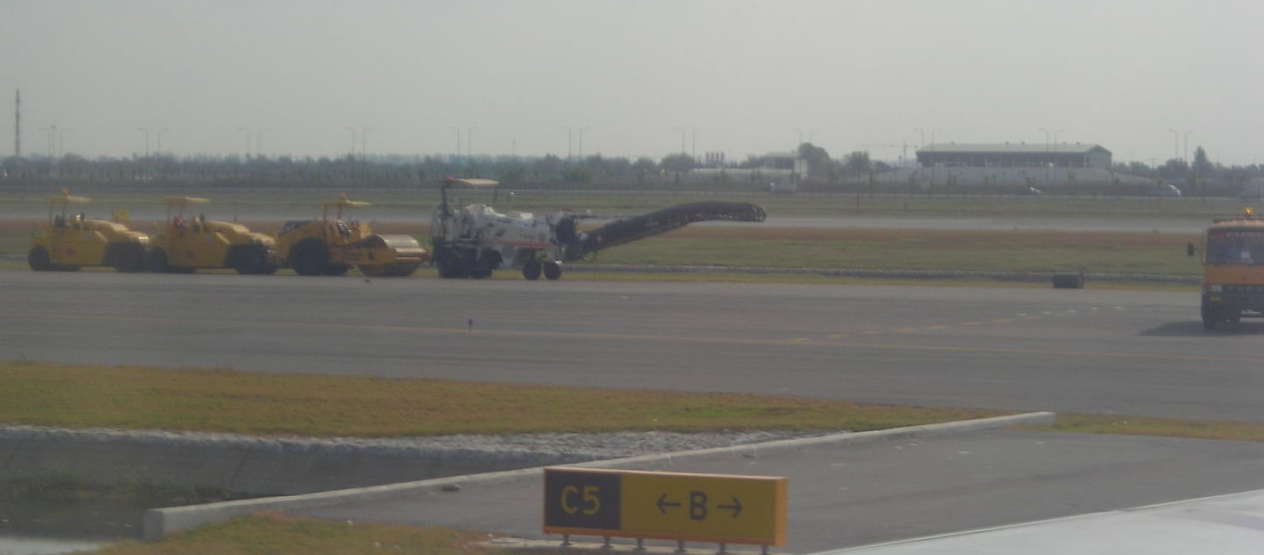
Reparaturarbeiten an der Piste (28. Februar 2007)

Das Nachrichtenmagazin Time berichtete Ende Januar 2007, dass möglicherweise die Aufschüttungen nachgäben. Ein Parlamentsausschuss erklärte bei seiner Inspektion am 21. Januar, dass die Bauarbeiten mit ungenügender Qualität ausgeführt worden seien. In der Folge ordnete das thailändische Verkehrsministerium eine unabhängige Untersuchung an. Die ausführende Baufirma IOT, ein japanisch-thailändisches Baukonsortium, bestritt sämtliche Mängel und erklärte, die Probleme seien auf überschüssiges Grundwasser infolge der Überschwemmungen zurückzuführen.
Ende Januar bzw. Anfang Februar 2007 waren zeitweise aufgrund von Reparaturarbeiten beide Startbahnen außer Betrieb sowie elf der 51 Gates wegen der Reparaturarbeiten nicht nutzbar. Zeitweise fiel die Klimaanlage aus und blieben Drehtüren stehen. Durch einen Wasserrohrbruch waren gleich nach der Eröffnung zahlreiche Gepäckstücke beschädigt worden. Viele Passagiere beklagten sich über lange Wartezeiten und verlorene Koffer, weil die Technik von Check-in-Schaltern und in der Gepäckabfertigung versagte. In thailändischen Zeitungen äußerten zahlreiche Piloten Sicherheitsbedenken. Hinzu kamen Undichtigkeiten am Dach und Schäden am Beton der Gebäude.

## Flughafeninfrastruktur

Flughafendiagramm

Der rund um die Uhr geöffnete Flughafen verfügt über eine moderne Flughafeninfrastruktur. Der dem Stand der Technik entsprechende Flughafen ist für den Airbus A380 vorbereitet. Das Verkehrsbauwerk verfügt über 360 Check-in-Schalter mit Personal und 100 automatisierte Schalter, 102 Aufzüge, 107 Fahrsteige, 83 Fahrtreppen, 26 Kontrollschalter für den thailändischen Zoll sowie 22 Gepäckausgaben (Baggage claim). Es gibt 51 feste Flugsteige und 69 remote gates, 52 Taxiways und 120 Parkplätze für Flugzeuge, davon acht für den Airbus A380.

### Terminal und Tower

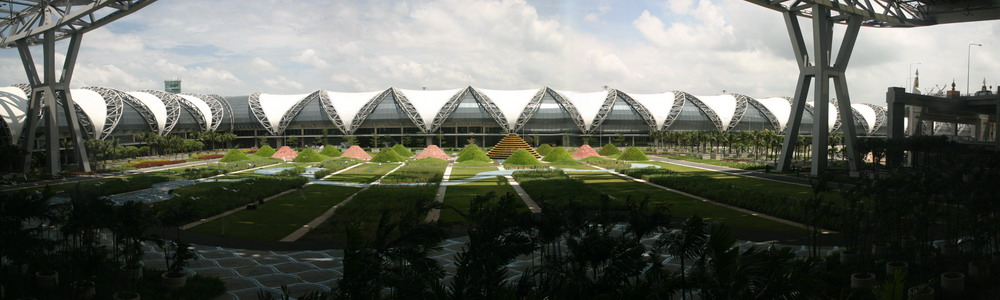
Blick auf das Terminal

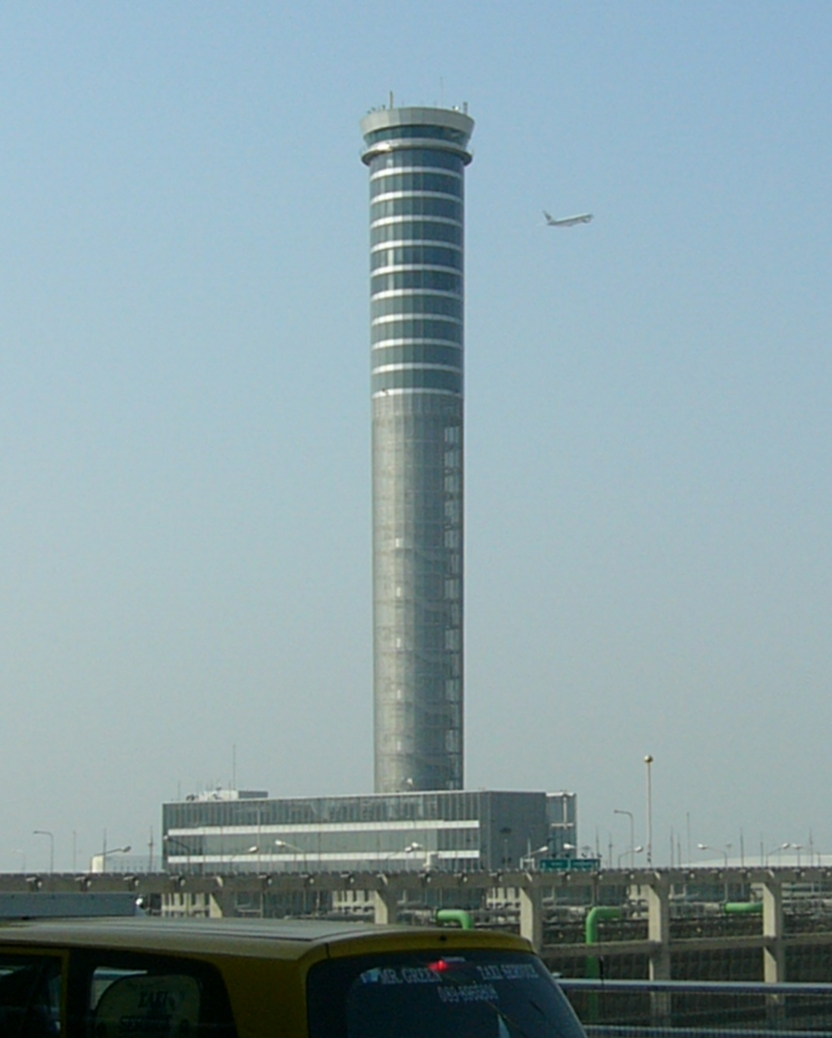
Kontrollturm

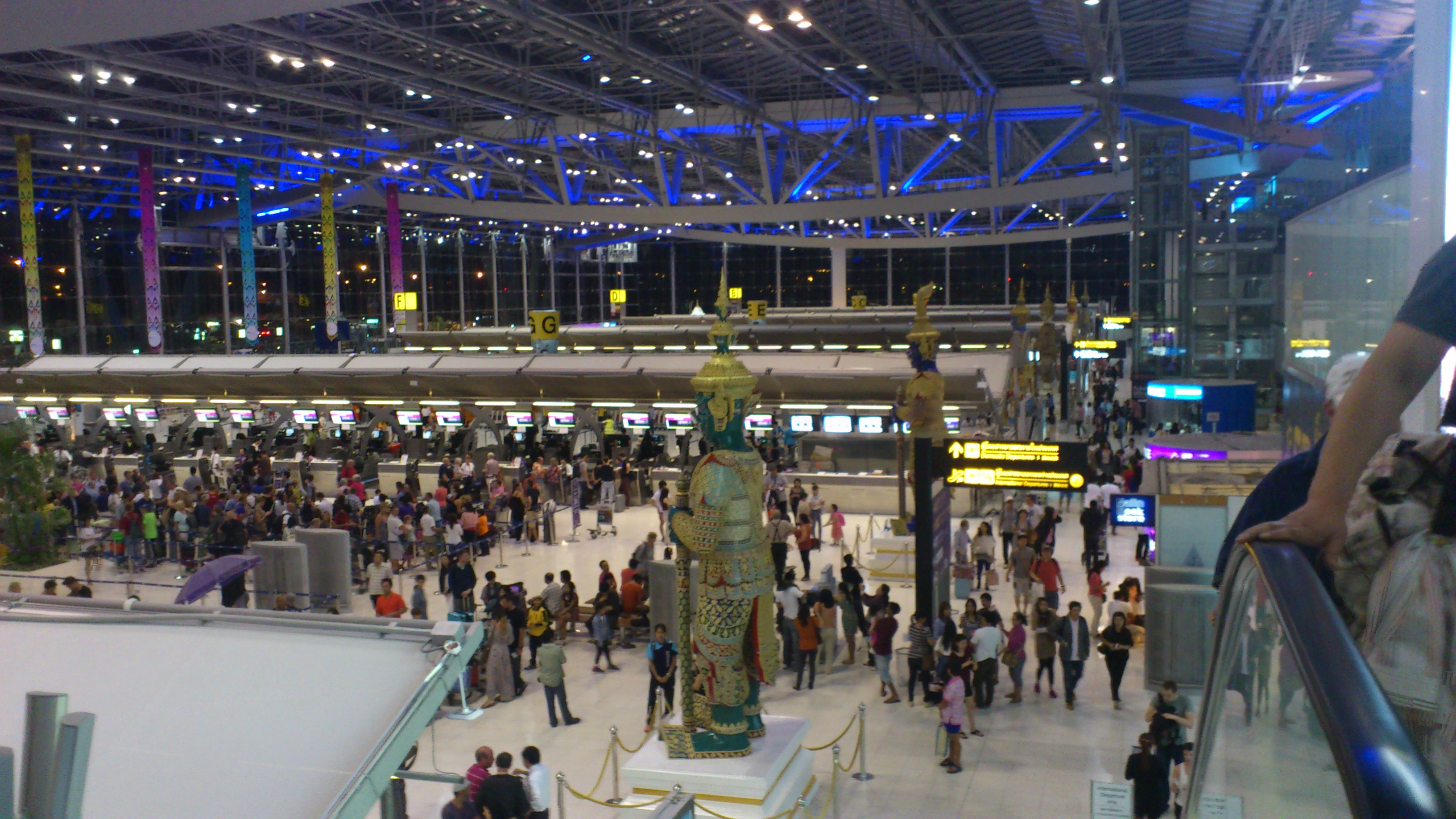
Check-in Bereich

Die Gesamtfläche des Flughafens umfasst 3200 Hektar. Zentrales Gebäude ist das 441 m lange, 108 m breite und 45 m hohe Passagierterminal, das von einem Stahlfachwerkdach überspannt wird. Sämtliche öffentlichen Gebäude und Gebäudeteile sind klimatisiert. Der Tower ist mit 132,2 m der höchste seiner Art weltweit. Der Flughafen ist mit den modernsten Navigationssystemen, inklusive eines Instrumentenlandesystems ILS-CAT III, ausgerüstet.
Das Terminal ist mit einer Fläche von 563.000 m² nach den Flughäfen von Peking und Hongkong (570.000 m²) die drittgrößte zusammenhängende Abfertigungshalle der Welt. Es ist unterteilt in das Passagierterminal (182.000 m²) und die Wartehallen (381.000 m²).

### Kapazität

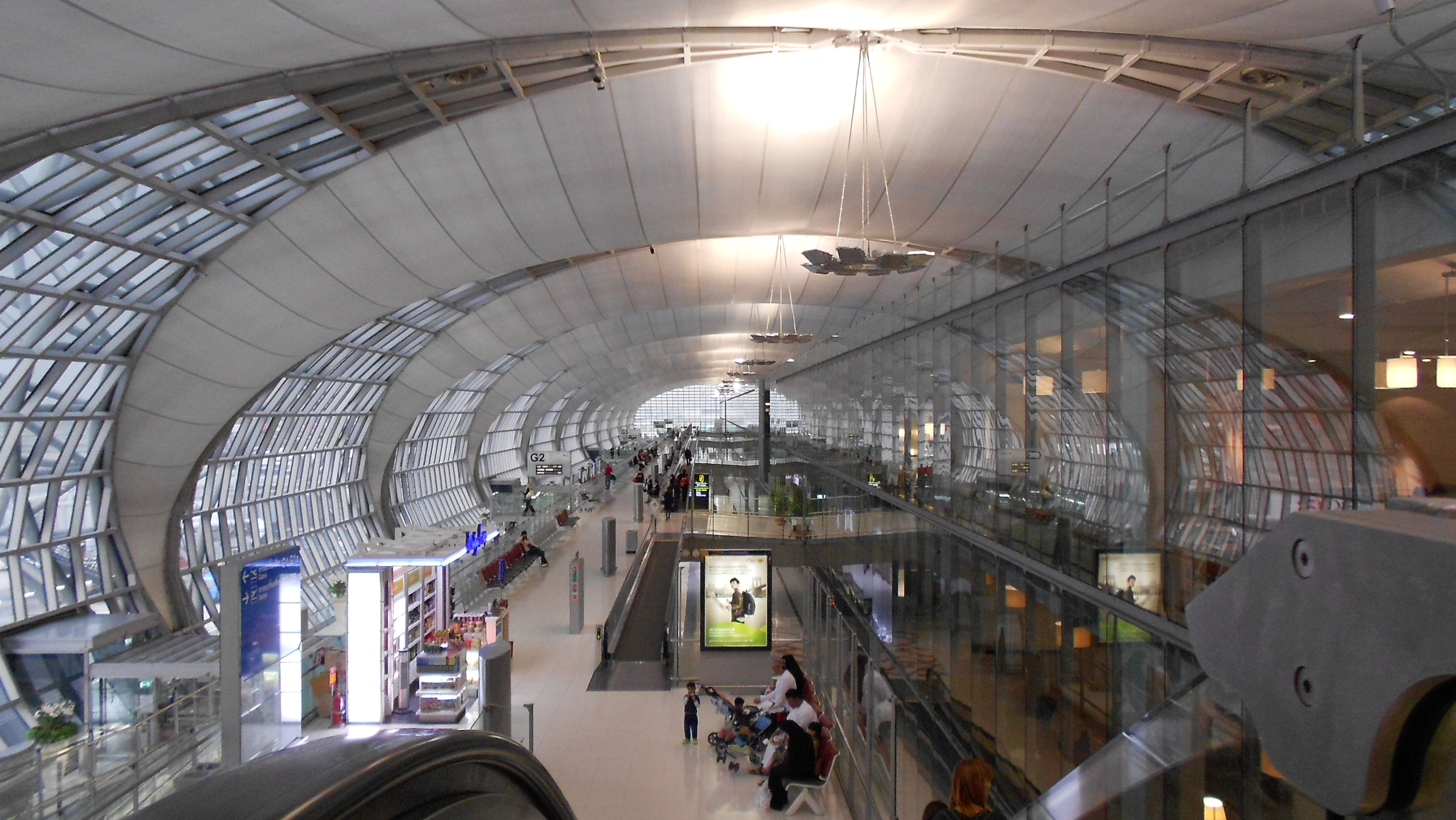
Abflugbereich (Gates)

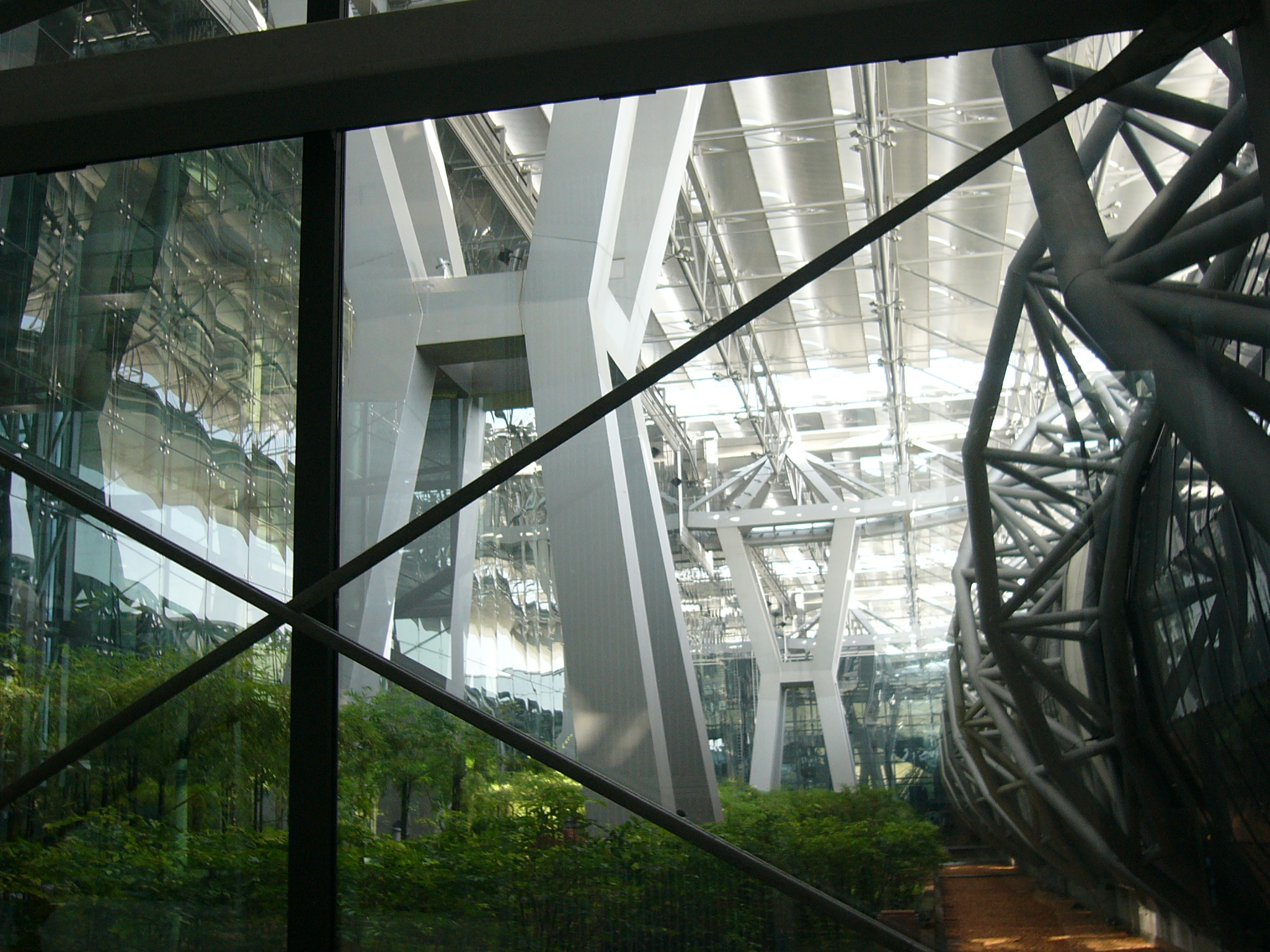
Der Übergang zum Terminal beim Ankunftsbereich

Die insgesamt 51 Flugsteige sind kreuzförmig angelegt und in der Anfangsphase für jährlich 45 Millionen Fluggäste und drei Millionen Tonnen Frachtgut ausgelegt. Es existieren aber bereits Ausbauplanungen, die die Errichtung zweier weiterer Start- und Landebahnen vorsehen. Eine zweite Ausbaustufe ist seit 2016 in Bau und soll 2021 abgeschlossen sein. Die Abfertigungskapazität soll dann bereits auf 100 Millionen Passagiere und 6,4 Millionen Tonnen Frachtgut erhöht werden. Ein neues Inlandsterminal ist in Bau und ein Satellitenterminal wurde gebaut. Das Satellitenterminal soll dann Thai Airways und Bangkok Airways vorbehalten sein, acht der Flugsteige sind für den Airbus A380 vorgesehen. Die Erweiterung soll 42 Milliarden Baht kosten. Das Satellitenterminal (SAT-1) wurde ab September 2023 schrittweise eröffnet.

### Pisten und Taxiways
Die beiden Start- und Landebahnen sind 4000 und 3700 m lang und jeweils 60 m breit. Mit zwei zusätzlichen Taxiways ist eine Kapazität von stündlich bis zu 76 Flugbewegungen möglich.

### Versorgung
Der Flughafen verfügt über ein Hochwasser-Schutzsystem, ein 3,5 Meter hoher und 70 Meter breiter Polder umgibt das Gelände, ein Rückhaltebecken mit einer Kapazität von 3,2 Millionen m³ ist vorhanden. Die Trinkwasserversorgung ist an die städtische Versorgung von Bangkok angeschlossen, Trinkwassertanks mit einer Kapazität von 40.000 m³ gewährleisten eine Reserve von zwei Tagen. Die Abwasserbehandlung kann täglich 18.000 m³ Wasser verarbeiten, die eigene Müllabfuhr kann 100 Tonnen Müll täglich bewältigen.

## Verkehrsinfrastruktur

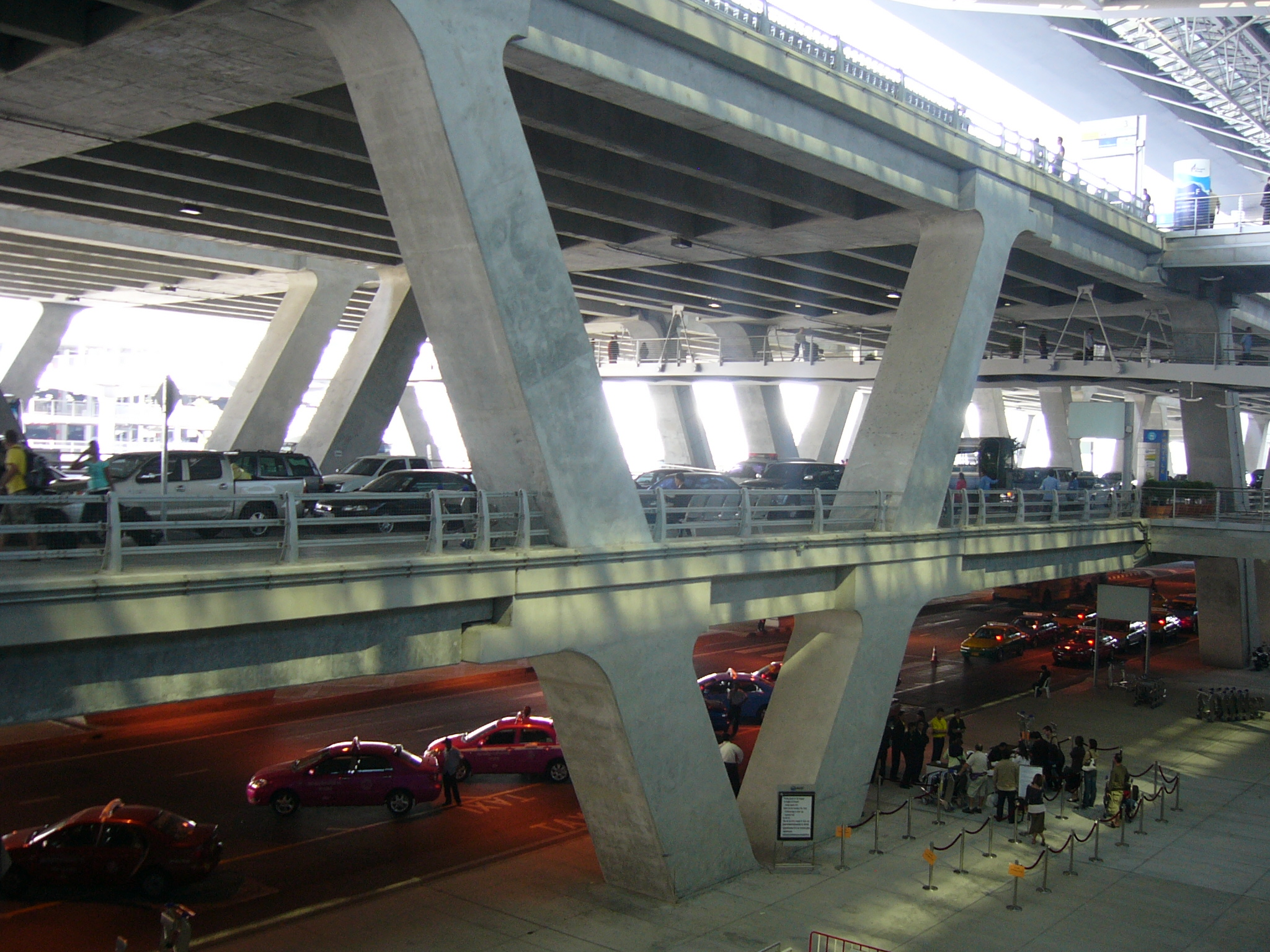
Straßen vor dem Passagierterminal

Die Anbindung von Suvarnabhumi an das Straßennetz erfolgt vor allem über den Bangkok-Chonburi Motorway sowie den Bang Na Expressway und die Thailand Route 34. Gegenüber dem Terminalgebäude befinden sich zwei Parkhäuser mit einer Kapazität von 5000 Stellplätzen. Für Langzeitparker wurden weitere etwa 4300 Stellplätze geschaffen. Sechs Buslinien verbinden den Flughafen mit Bangkok. Drei weitere Buslinien stellen die Anbindung an andere Provinzen sicher. Eine dieser Linien verkehrt bis in den bekannten Badeort Pattaya. Der Airport Express Bus mit seinen vier Linien stellte aus Auslastungsgründen den Betrieb zum 1. Juni 2011 ein. Die Thonburi Bus Service Company Limited betrieb diesen Service seit der Inbetriebnahme des Flughafens 2006. Die vier Linien führten vom Flughafen nach Silom, Khaosan Rd., Sukhumvit Rd. und zum Hauptbahnhof Hua Lamphong.
Für die Schienenanbindung des Flughafens zum Innenstadtbereich Bangkoks steht der Suvarnabhumi Airport Rail Link zur Verfügung. Es handelt sich um eine 28,5 km lange Schnellbahnstrecke. Expresszüge verkehren nonstop bis zur Station Makkasan, wo in die Bangkok Metro umgestiegen werden kann. In Makkasan befand sich ein City Air Terminal mit In-Town-Check-in für alle großen Fluggesellschaften. Dies ist aktuell geschlossen. Alle Züge verkehren über Makkasan hinaus bis zur Station Phaya Thai, dort ist ein Umstieg zum Bangkok Skytrain möglich. Die City-Line-Züge halten an allen sechs Unterwegsbahnhöfen. Außerdem ist eine Drei-Flughafen-Verbindung zum Flughafen Don Mueang und zum Flughafen U-Tapao geplant.
Der offizielle Taxistand befindet sich außerhalb der Ankunftshalle. Ebenso wie am alten Flughafen (Don Mueang) dürfen Taxifahrer in anderen Bereichen des Flughafens keine Fahrgäste aufnehmen.

## Fluggesellschaften und Ziele

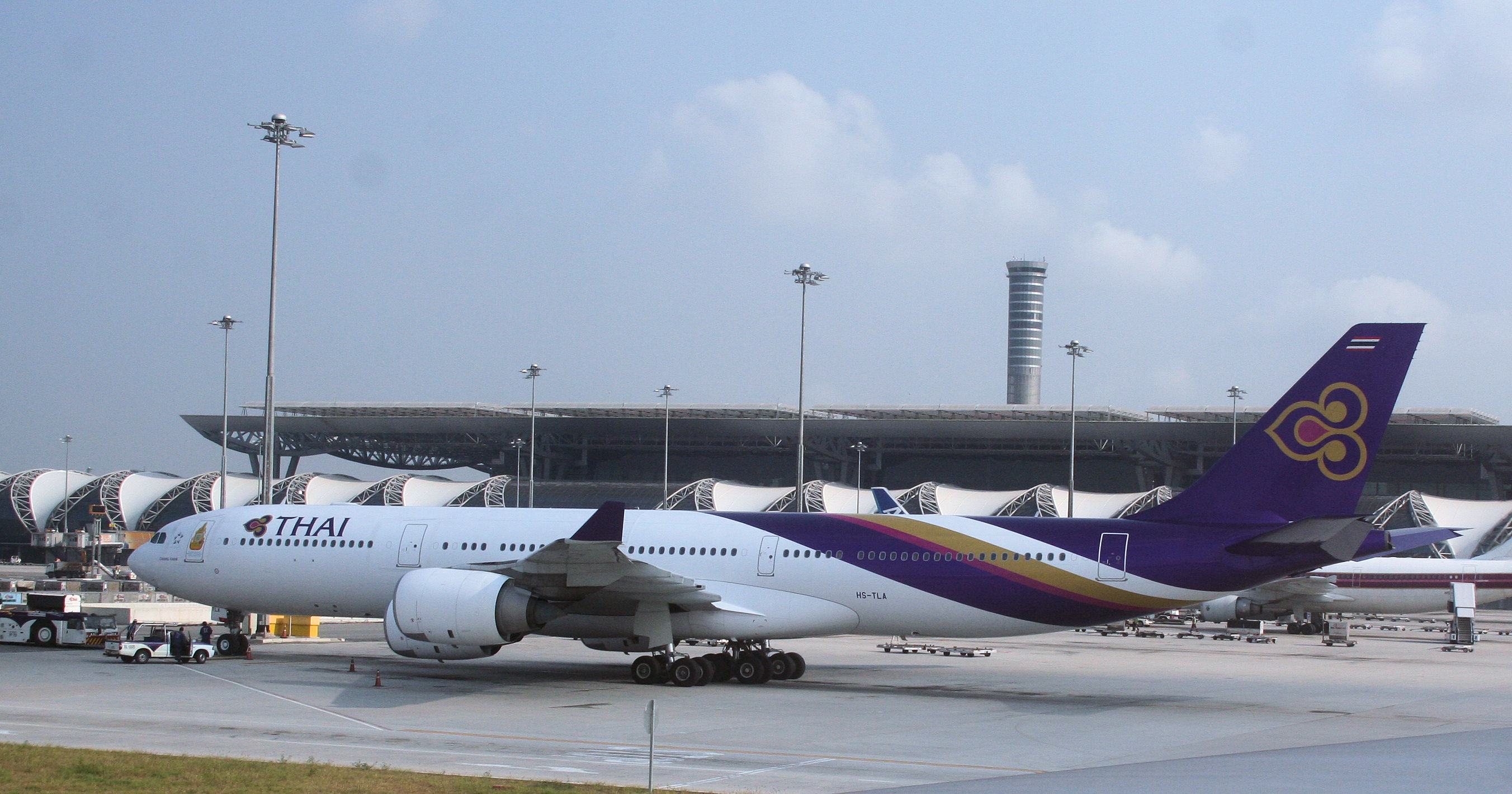
Airbus A340-500 der Thai Airways International

Derzeit bedienen 86 internationale Fluggesellschaften den Suvarnabhumi Airport und bieten vom und zum Flughafen Bangkok Flugreisemöglichkeiten zu 151 internationalen Zielen in 64 Ländern und 26 inländischen Zielen an. Jede große internationale Fluggesellschaft ist am Suvarnabhumi vertreten. Außerdem nutzen 18 große internationale Frachtfluggesellschaften den Flughafen.
Thai Airways International, Bangkok Airways, Thai Smile Airways und Thai Vietjet Air unterhalten hier ihre Luftfahrt-Drehkreuze. Die Billigfluggesellschaften Nok Air, Thai AirAsia und Thai Lion Air haben ihre Homebase am Flughafen Bangkok-Don Mueang (DMK). Zum 1. Oktober 2012 verlegte Thai AirAsia ihre Homebase von Bangkok-Suvarnabhumi nach Bangkok-Don Mueang.
Der Flughafen wird außerdem von einigen Fluggesellschaften mit dem Airbus A380 angeflogen; zum Beispiel fliegt Thai Airways International nach Frankfurt, Paris Charles-de-Gaulle, Hongkong und Tokio Narita. Emirates fliegt nach Hongkong und nach Dubai, Qatar Airways von und nach Doha.

## Unternehmen und Organisationen
Folgende Institutionen sind im Flughafen vertreten: Thai Immigration Bureau, Royal Thai Police (unter anderem Tourist Police), der thailändische Zoll sowie eine Postfiliale. Weiter gibt es Niederlassungen bzw. Filialen folgender Unternehmen: King Power, Airports of Thailand PCL, eines Großteils der Fluggesellschaften, die den Flughafen bedienen, und eines Großteils thailändischer Banken. Oberhalb der Bahnstation und gegenüber der Abfertigungshalle befindet sich ein 600-Betten Hotel der Accor-Gruppe: das Novotel Suvarnabhumi.

## Sister Airport Agreement
Das „Sister Airport Agreement“ ist ein Projekt zur Verbesserung von Kommunikation, Marketing u. a. Die derzeitigen Schwester-Flughäfen sind: Flughafen München, Incheon International Airport, Narita International Airport und Beijing International Airport.

## Zwischenfälle

### Besetzung durch Demonstranten
Im Zuge der politischen Krise in Thailand Ende 2008 gelang es aufgebrachten Regierungsgegnern der Volksallianz für Demokratie (PAD; „Gelbhemden“) in der Nacht zum 26. November, den Flughafen unblutig in ihre Gewalt zu bringen und sogar bis in den Tower vorzudringen. Der Flughafen wurde umgehend geschlossen, Hunderttausende Reisende saßen tagelang fest. Nachdem die Regierung vom thailändischen Verfassungsgericht aufgelöst und die Proteste von der PAD beendet worden waren, konnte der Flughafen seinen Betrieb am 3. Dezember 2008 wieder aufnehmen.